# Jack Rodney Harlan
Jack Rodney Harlan (7 de junio de 1917 - 26 de agosto de 1999) fue un profesor, botánico, genetista, y agrónomo estadounidense, y activista para la conservación de la biodiversidad vegetal de cultivos.

## Biografía
Era hijo de Harry Harlan, un fitomejorador que trabajó en cebada en el Departamento de Agricultura de EE. UU. (USDA), y que dio vueltas al mundo en expediciones de recolección de semillas en busca de nuevo material genético para el uso del USDA de programas de mejoramiento de cultivos. Harry era amigo del famoso experto en mejoramiento de plantas de Rusia Nikolai Vavilov, y a la edad de quince años Jack Harlan conoció a Vavilov cuando lo alojaron en la casa Harlan durante una conferencia internacional. Esa reunión fue cómo comenzó a convertirse en un coleccionista de plantas en sí mismo, y se hicieron planes para Jack para viajar a Rusia después de terminar su licenciatura para trabajar con Vavilov. Sin embargo, el viaje fue cancelado como resultado del deterioro de las relaciones de Vavilov con las autoridades soviéticas.
En 1938 obtuvo su B.S. en botánica por la Universidad George Washington. Luego pasó a estudiar con el famoso botánico y genetista George Ledyard Stebbins en la Universidad de California, obteniendo en 1941 su M.S. en genética; y en 1942 su Ph.D.. De 1942 a 1951 trabajó en el Departamento de Agricultura USDA, donde trabajó en la cría de cultivos forrajeros y la mejora de la calidad de pastoreo de los pastizales en Oklahoma.
En 1951, se convirtió en profesor universitario e investigador, trabajando primero como profesor de agronomía en la Universidad Estatal de Oklahoma en Stillwater, Oklahoma, donde se negó a firmar un juramento de lealtad, y más tarde profesor de genética vegetal de la Universidad de Illinois en Urbana-Champaign. Fue cofundador del Laboratorio de Evolución de cultivos, allí en 1966.
En la década de 1980, se trasladó a Nueva Orleans y se desempeñó como profesor adjunto en la Universidad Tulane. Publicó una serie de documentos en el área de cultivo biodiversidad, y publicó sus preocupaciones de que las prácticas agrícolas modernas estaban contribuyendo a la extinción de las variedades tradicionales de cultivos.

## Algunas publicaciones
- 1976. Crops and Man. Am. Soc. of Agronomy

- 1995. The Living Fields: Our Agricultural Heritage. Cambridge University Press

- 1997. Distributions of agricultural origins: A global perspective. p. 43, en The Origins of Agriculture and the Domestication of Crop Plants in the Near East - The Harlan Symposium. Book of Abstracts. (A.B. Damania and J. Valkoun, eds.). ICARDA, Aleppo, Siria

- 1998. Distributions of agricultural origins: A global perspective, pp. 1-2 rn Origins of Agriculture and Crop Domestication. (A.B. Damania, J. Valkoun, G. Willcox, and C.O. Qualset, eds.), ICARDA, Aleppo, Siria

- 1998. The Living Fields: Our Agricultural Heritage. Ed. ilustr. reimpresa, revisada de Cambridge Univ. Press, 271 pp. ISBN 0521649927, ISBN 9780521649926

- 1999. Prehistory of Agriculture - New Experimental and Ethnographic Approaches, pp. 1-5. (P.C. Anderson, ed.) Institute of Archaeology, UCLA, USA

## Honores
- 1959: beca John Simon Guggenheim Memorial
- 1962: galardón American Grassland Council Merit
- 1971: medalla Frank N. Meyer Memorial for Plant Genetic Resources, otorgada Crop Science Society of America (1971)
- 1976: galardón International Service in Agronomy
- 1986: galardón Distinguished Botanist, otorgada Society for Economic Botany
- 1987: medalla Vavilov, otorgada durante la Celebración del Centenario de Vavilov, en Moscú y en St. Petersburgo

- La abreviatura «J.R.Harlan» se emplea para indicar a Jack Rodney Harlan como autoridad en la descripción y clasificación científica de los vegetales.[6]